# Pont Decelles
Pour les articles homonymes, voir Decelles.
Le pont Decelles de Brigham relie les deux rives de la rivière Yamaska depuis 1938. Le pont couvert est en treillis de type Town renforcé construit en bois. Il est l'un des deux ponts couverts de Brigham avec le pont Balthazar.

## Histoire
Le pont fut construit en 1938.

## Toponyme
Le pont Decelles est aussi connu sous le nom de pont Decelles/Fortin. Il rappelle le nom d'une ancienne famille du secteur.

## Couleur
Le pont et le lambris sont de couleur rouge sang bœuf.

## Galerie

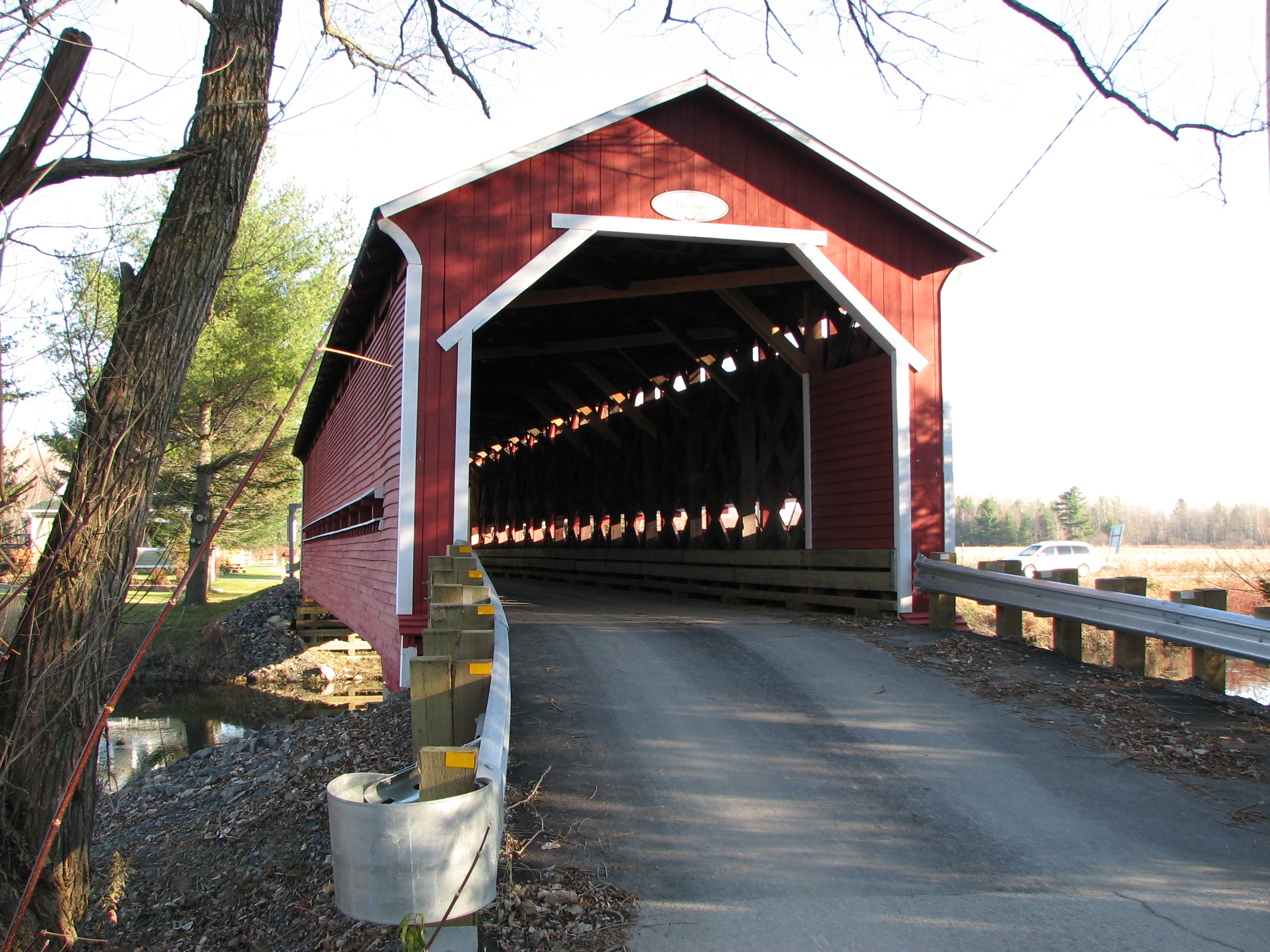
Vue de face
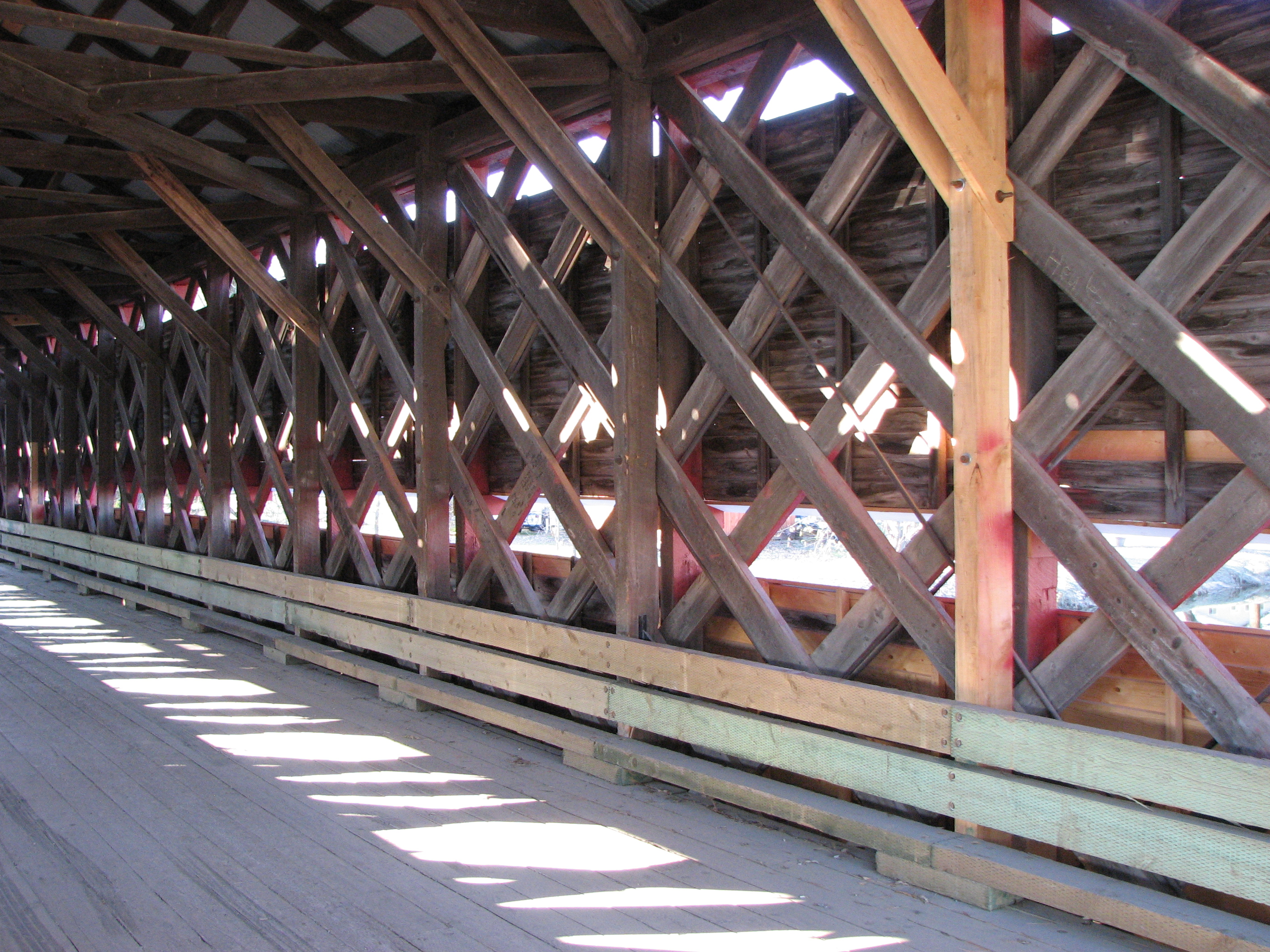
Vue de l'intérieur